# Godziszów (gmina)
Godziszów (do 1954 gmina Kawęczyn) – gmina wiejska w województwie lubelskim, w powiecie janowskim. W latach 1975–1998 gmina położona była w województwie tarnobrzeskim.
Siedziba gminy to Godziszów Trzeci. Do 31 grudnia 2023 siedzibą gminy był Godziszów.
Według danych z 31 grudnia 2020 gminę zamieszkiwało 5749 osób.

## Historia
Gmina (gromada) Godziszów powstała ok. 1451 r. Gmina zbiorowa została utworzona w 1973 r. Można ją uznać za spadkobierczynię dwóch gmin zbiorowych: Kawęczyna (istniała od 1871 r.) oraz Zdziłowic (istniała w latach 1864–1872). W okresie 1955–1973 funkcjonowała gromada Godziszów. Należy zaznaczyć, że Godziszów był w XIX w. siedzibą gminy Krzemień.
W referendum w sprawie przystąpienia Polski do Unii Europejskiej w 2003 roku, gmina Godziszów miała największy w Polsce odsetek głosów przeciwko integracji z Unią – w ten sposób zagłosowało 88% wyborców.

## Struktura powierzchni
Według danych z roku 2002 gmina Godziszów ma obszar 101,68 km², w tym:
- użytki rolne: 77%
- użytki leśne: 19%

Gmina stanowi 11,62% powierzchni powiatu.

## Demografia

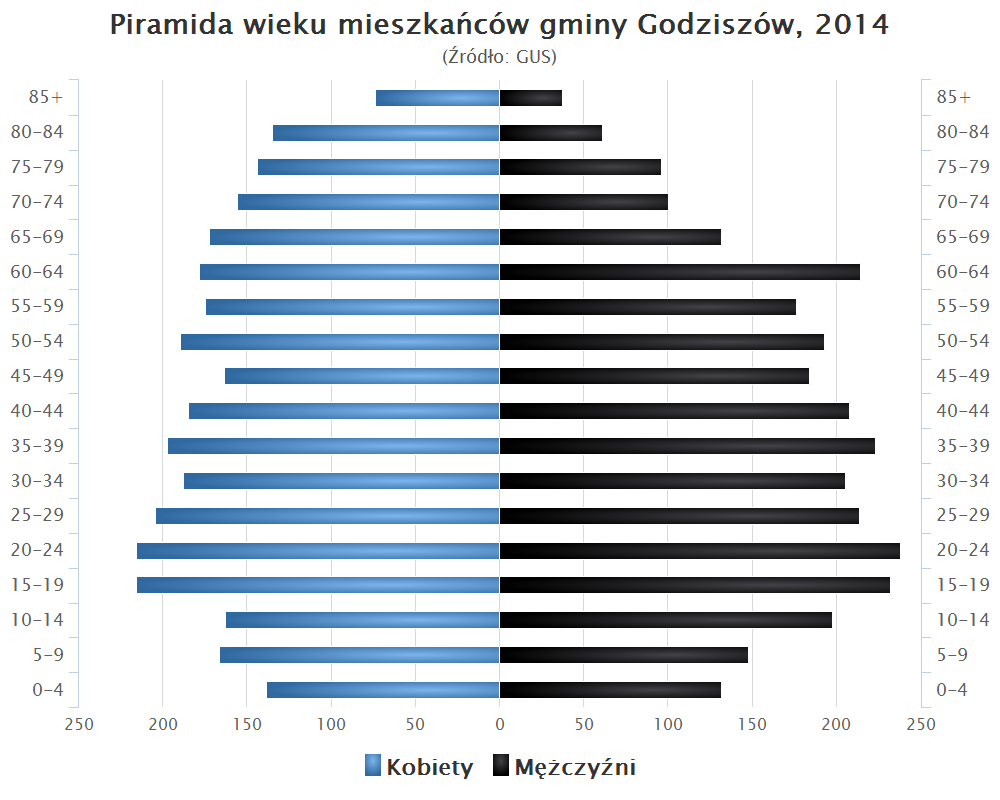
Piramida wieku mieszkańców gminy Godziszów w 2014 roku

Liczba ludności (dane z 31 grudnia 2020):
|        | Ogółem | Ogółem | Kobiety | Kobiety | Mężczyźni | Mężczyźni |
| osób   | %      | osób   | %       | osób    | %         |           |
| ------ | ------ | ------ | ------- | ------- | --------- | --------- |
| Ogółem | 5749   | 100    | 2886    | 50,20   | 2863      | 49,80     |
| Miasto | 0      | 0      | 0       | 0       | 0         | 0         |
| Wieś   | 5749   | 100    | 2886    | 50,20   | 2863      | 49,80     |

▶Wieś vs ▶miasto
Ogółem (▶k, ▶m)
Wieś (▶k, ▶m)

## Prasa
W gminie wydawana jest gazeta Nowinki Wiejskie. Jest to kwartalnik społeczno-kulturalny, ukazujący się w marcu (lub kwietniu), czerwcu, wrześniu i grudniu. Gazeta wydawana jest przez Urząd Gminy w Godziszowie oraz Gminną Bibliotekę Publiczną w Godziszowie. Każdy numer zawiera relacje z wydarzeń, które miały miejsce na terenie gminy, wiadomości ze szkół, ośrodków kultury oraz informacje dla mieszkańców gminy. Kwartalnik jest uzupełnieniem strony internetowej gminy Godziszów. Wszystkie dotychczasowe numery Nowinek Wiejskich można znaleźć na stronie internetowej gminy Godziszów.

## Sołectwa
Andrzejów, Godziszów Pierwszy, Godziszów Drugi, Godziszów Trzeci, Kawęczyn, Piłatka, Rataj Ordynacki, Wólka Ratajska, Zdziłowice Pierwsze, Zdziłowice Drugie, Zdziłowice Trzecie i Zdziłowice Czwarte
Miejscowości podstawowe bez statusu sołectwa: Nowa Osada, Rataj Poduchowny.

## Sąsiednie gminy
Batorz, Chrzanów, Dzwola, Janów Lubelski, Modliborzyce, Zakrzew